# Helicobacter pylori-ademtest
Een Helicobacter pylori ademtest (C13-ureum ademtest) is een geneeskundig onderzoek, waarbij onderzocht wordt of de bacterie Helicobacter pylori zich in de maag bevindt.

## Voorbereiding
De precieze voorbereiding verschilt per instelling, maar komt in grote lijn wel met elkaar overeen. Zo moet de patiënt circa 6 tot 8 uur voor het onderzoek nuchter zijn en moeten bepaalde medicatie zoals protonpompremmers en antibiotica gestaakt worden.

## Uitvoering
Aan het begin van het onderzoek moet de patiënt in een zakje blazen, waarna de patiënt sinaasappelsap dient te drinken, waarna direct C13-ureum opgedronken dient te worden door de patiënt. Ten slotte, dient de patiënt opnieuw in het zakje te blazen, waarna het onderzoek is afgerond.
Het onderzoek wordt in de meeste instellingen op de endoscopieafdeling uitgevoerd.